# Megalomus luigionii
Megalomus luigionii är en insektsart som beskrevs av Navás 1928. Megalomus luigionii ingår i släktet Megalomus och familjen florsländor. Inga underarter finns listade i Catalogue of Life.